# کایکه رودریگز
کایکه رودریگز (به پرتغالی: Kayke Moreno de Andrade Rodrigues) مهاجم اهل برزیل است که در شهر برازیلیا، DF و در تاریخ ۱ آوریل ۱۹۸۸ به دنیا آمده‌است.
کایکه رودریگز در تیم‌های فوتبال فلامینگو سابقهٔ حضور دارد.